# たかのゆき (漫画家)
たかのゆき（1972年2月28日 - ）は、日本の漫画家。COMIC阿呍でよく漫画を掲載している。2019年7月の時点で4冊の単行本を出している。

## 人物
名前の由来は本名は隆行（たかゆき）であり、名前の真ん中に「の」をいれて「たかのゆき」にしたと、単行本「告白のかたち」の後書きで述べている。
ブログ「たかのゆきのしわざ」で、ブログの内容に関係のないイラストを投稿することがある。

## 作品リスト
- 告白のかたち（2007年7月13日、ヒット出版社）
- なかだし・おかわり！（2010年10月8日、ヒット出版社、ISBN 978-4894654969）
- チチオトメ（2014年2月18日、ヒット出版社）
- みんな発情期!（2016年4月15日、ヒット出版社、ISBN 4894656914）